# Lee Beom-Young
Lee Beom-Young, född den 2 april 1989 i Seoul, Sydkorea, är en sydkoreansk fotbollsmålvakt som spelar för Busan I'Park. Han tog OS-brons i herrfotbollsturneringen vid de olympiska fotbollsturneringarna 2012 i London. 